# Filmy pro děti Gottwaldov
Filmy pro děti Gottwaldov je bývalá soutěž dětských filmů, který se každoročně konala. Dnes se již nepořádá.

## Kategorie
- Cena Čs. filmu Stříbrná píšťalka

| Ročník | Rok  | Název filmu              | Oceněný       |
| ------ | ---- | ------------------------ | ------------- |
| XIX.   | 1979 | Indiáni z Větrova (1979) | Michael Dymek |
| XIX.   | 1979 | Leť, ptáku, leť! (1978)  | Michael Dymek |

- Cena za nejlepší dětský herecký výkon

| Ročník | Rok  | Název filmu                 | Oceněný             |
| ------ | ---- | --------------------------- | ------------------- |
| XIX.   | 1979 | Indiáni z Větrova (1979)    | Jiří Strnad         |
| XXII.  | 1982 | Skleněný dům (1981)         | Michaela Kudláčková |
| XXIII. | 1983 | Bota jménem Melichar (1983) | Martin Šotola       |

- Cena za dívčí herecký výkon

| Ročník | Rok  | Název filmu                    | Oceněný             |
| ------ | ---- | ------------------------------ | ------------------- |
| XXII.  | 1982 | Poslední propadne peklu (1982) | Michaela Kudláčková |

- Cena za chlapecký herecký výkon

| Ročník | Rok  | Název filmu                  | Oceněný     |
| ------ | ---- | ---------------------------- | ----------- |
| XX.    | 1980 | Chlapi přece nepláčou (1979) | Jiří Strnad |

- Cena MěNV Gottwaldov

| Ročník | Rok  | Název filmu              |
| ------ | ---- | ------------------------ |
| XIX.   | 1979 | Indiáni z Větrova (1979) |

- Cena dětského diváka

| Ročník | Rok  | Název filmu                 | Oceněný       |
| ------ | ---- | --------------------------- | ------------- |
| XXIII. | 1983 | Bota jménem Melichar (1983) | Zdeněk Troška |

- Zvláštní cena dětské poroty

| Ročník | Rok  | Název filmu                 | Oceněný       |
| ------ | ---- | --------------------------- | ------------- |
| XXIII. | 1983 | Bota jménem Melichar (1983) | Zdeněk Troška |

- Čestné uznání za herecký výkon

| Ročník | Rok  | Název filmu         | Oceněný             |
| ------ | ---- | ------------------- | ------------------- |
| XXII.  | 1982 | Skleněný dům (1981) | Michaela Kudláčková |

- Cena České mírové rady

| Ročník | Rok  | Název vítězného filmu          |
| ------ | ---- | ------------------------------ |
| XXII.  | 1982 | Poslední propadne peklu (1982) |